# Banco de olhos
Banco de olhos é uma entidade sem fins lucrativos que recebe doações, prepara e distribui córneas para transplante, ensino e pesquisa.
Transplante de Córnea (Enxerto corneano; ceratoplastia penetrante; ceratoplastia endotelial)
Os transplantes de córnea são realizados por diversas razões:
- Para reconstruir a córnea (p. ex., para substituir uma córnea perfurada)
- Para aliviar dor intratável (p. ex., forte sensação de corpo estranho devido a recorrente ruptura de bolha em ceratopatia bolhosa)
- Para tratar uma doença que não responde ao tratamento médico (p. ex., úlcera da córnea fúngica descontrolada grave)
- Para melhorar as qualidades ópticas da córnea e, portanto, a acuidade visual (p. ex., substituir uma córnea com cicatriz após úlcera corneana, que está turva devido a edema como ocorre na distrofia de Fuchs ou após cirurgia de catarata, que está opaca por depósitos anormais e não transparentes de proteínas estromais corneanas, como ocorre na distrofia estromal corneana hereditária ou com astigmatismo irregular como ocorre no ceratocone)